# Міллерсбург (Кентуккі)
Міллерсбург (англ. Millersburg) — місто (англ. city) в США, в окрузі Бурбон штату Кентуккі. Населення — 747 осіб (2020).

## Географія
Міллерсбург розташований за координатами 38°18′20″ пн. ш. 84°8′34″ зх. д. / 38.30556° пн. ш. 84.14278° зх. д. (38.305433, -84.142890).  За даними Бюро перепису населення США в 2010 році місто мало площу 1,06 км², з яких 1,06 км² — суходіл та 0,00 км² — водойми.

## Демографія
Згідно з переписом 2010 року, у місті мешкали 792 особи в 308 домогосподарствах у складі 213 родин. Густота населення становила 744 особи/км².  Було 413 помешкання (388/км²).
Расовий склад населення:
| - 93,7 % — білих - 2,7 % — чорних або афроамериканців - 3,0 % — осіб інших рас |

До двох чи більше рас належало 0,6 %. Частка іспаномовних становила 3,7 % від усіх жителів.
За віковим діапазоном населення розподілялося таким чином: 23,9 % — особи молодші 18 років, 60,1 % — особи у віці 18—64 років, 16,0 % — особи у віці 65 років та старші. Медіана віку мешканця становила 42,0 року. На 100 осіб жіночої статі у місті припадало 109,0 чоловіків;  на 100 жінок у віці від 18 років та старших — 109,4 чоловіків також старших 18 років.
Середній дохід на одне домашнє господарство  становив 45 870 доларів США (медіана — 40 750), а середній дохід на одну сім'ю — 52 607 доларів (медіана — 53 083). За межею бідності перебувало 22,8 % осіб, у тому числі 35,5 % дітей у віці до 18 років та 5,3 % осіб у віці 65 років та старших.
Цивільне працевлаштоване населення становило 377 осіб. Основні галузі зайнятості: освіта, охорона здоров'я та соціальна допомога — 19,1 %, роздрібна торгівля — 14,6 %, виробництво — 13,5 %.